# Eugène Lintilhac

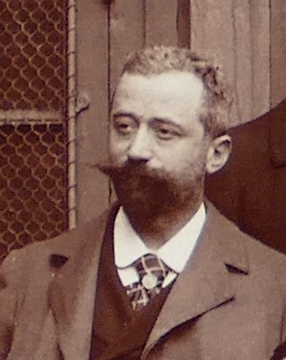
Eugène Lintilhac (ca. 1882)

Eugène Lintilhac  (* 5. Januar 1854 in Aurillac; † 16. Juli 1920 in Neuilly-sur-Seine) war ein französischer Romanist und Politiker.

## Leben und Werk
Lintilhac, der früh seine Eltern verlor, bestand 1881 die Agrégation im Fach Lettres, unterrichtete an Gymnasien in Paris und habilitierte sich 1887 an der Sorbonne mit den Thèses Beaumarchais et ses œuvres. Précis de sa vie et histoire de son esprit und De J. C. Scaligeri poetice. Er wurde Maître de conférences an der Sorbonne, schlug dann aber eine politische Laufbahn ein, war Kabinettchef des Bildungsministers Georges Leygues, radikalsozialistischer
Abgeordneter (ab 1905 Präsident) des Départementsparlaments im Département Cantal und von 1905 bis zu seinem Tod Senator der Dritten Französischen Republik. Er war Ritter der Ehrenlegion.

## Werke
- Beaumarchais et ses œuvres. Précis de sa vie et histoire de son esprit, Paris, Hachette, 1887; Genf, Slatkine, 1970.
- De J. C. Scaligeri poetice, Paris, Hachette, 1887.
- Précis historique et critique de la littérature française, Paris, F.-E. André-Guédon, 1890.
- Lesage, Paris, Hachette, 1893.
- Les félibres. A travers leur monde et leur poésie, Paris, Lemerre, 1895.
- Le miracle grec d'Homère à Aristote. Essai sur l'évolution de l'esprit grec et sur la genèse des genres classiques, Versailles, Cerf, 1895.
- Conférences dramatiques tenues à l'Odéon (1888-1898),  Paris, P. Ollendorff, 1898.
- Le problème de l'enseignement secondaire. Pour les pères de famille, Paris, 1899, Ollendorff.
- Histoire générale du théâtre en France, 5 Bde., Paris, Flammarion, 1904–1911; Genf, Slatkine, 1973.
  - 1. Introduction Générale. Les Origines du Théâtre Français. Drame sacré. Drame profane
  - 2. La Comédie. Moyen âge et Renaissance
  - 3. La Comédie. Dix-septième siècle
  - 4. La Comédie. Dix-huitième siècle
  - 5. La Comédie. De la Révolution au Second Empire (Fin de la première partie)
- Histoire élémentaire de la littérature française, Paris, André fils, 1909.
- Le Budget et la crise de l'instruction publique, Paris, Hachette, 1913.
- Vergniaud. Le drame des Girondins, Paris, Hachette, 1920.